# Ranunculus subpannonicus
Ranunculus subpannonicus är en ranunkelväxtart som beskrevs av Sóo. Ranunculus subpannonicus ingår i släktet ranunkler, och familjen ranunkelväxter. Inga underarter finns listade i Catalogue of Life.